# Monika Janczarek
Monika Beata Janczarek – polska genetyk, biolog, dr hab. nauk biologicznych, profesor Instytutu Nauk Biologicznych Wydziału Biologii i Biotechnologii Uniwersytetu Marii Curie-Skłodowskiej w Lublinie.

## Życiorys
W 1994 ukończyła studia biotechnologiczne na Uniwersytecie Marii Curie-Skłodowskiej w Lublinie, 10 stycznia 2001 obroniła pracę doktorską Identyfikacja genów i ich produktów biorących udział w syntezie zewnątrzkomórkowego polisacharydu Rhizobium leguminosarum biovar trifolii, 30 maja 2012  habilitowała się na podstawie pracy zatytułowanej Rola genu rosR w syntezie egzopolisacharydu i symbiozie Rhizobium leguminosarum bv. trifolii z koniczyną. 25 października 2019 nadano jej tytuł profesora w zakresie nauk ścisłych i przyrodniczych.
Jest zatrudniona na stanowisku profesora Instytutu Nauk Biologicznych Wydziału Biologii i Biotechnologii Uniwersytetu Marii Curie-Skłodowskiej w Lublinie.
Była profesorem uczelni w Instytucie Mikrobiologii i Biotechnologii na Wydziale Biologii i Biotechnologii Uniwersytetu Marii Curie-Skłodowskiej w Lublinie.